# 白楽ロックビル
白楽 ロックビル（はくらく ロックビル、本名：林 正男、1947年1月4日 - ）は、日本の生化学者・細胞生物学者・政治学者・生命科学者。お茶の水女子大学名誉教授。学位は理学博士。専門は、バイオ政治学、生化学、細胞生物学。

## 人物
埼玉大学理工学部生化学科1期生。卒業研究で江上不二夫から糖タンパク質の生化学の指導を受けた。名古屋大学大学院理学研究科分子生物学専攻の大学院生の時、大沢文夫の下で、微小管系の生体運動の分子機構の生物物理学を研究した。1976年、29歳の時に、筑波大学生物科学系の講師に就任した。1980年、筑波大学生物科学系講師の時、アメリカ国立がん研究所・分子生物学部のケネス・ヤマダの下に2年間留学し、癌細胞の細胞生物学を研究し、フィブロネクチンのドメイン構造を決定した。帰国後、細胞接着分子の研究を日本に導入した。1988年、ビトロネクチンの新しい精製法を発明した。1995年、お茶の水女子大学理学部生物学科助教授の時、文部省在外研究員としてアメリカ国立衛生研究所・研究費配分事務局、豪ウーロンゴン大学・研究政策センターに10カ月間留学した。2007年、科学技術社会論学会賞（柿内賢信記念賞）受賞。受賞対象：「バイオ政治学の構築と発展」。ジェンダー研究者の池田緑は、『脱力系女子大教授』（2006年、丸善）における女子大生の描写に対して、「これでは、白楽は女性をバカにしていると解釈されても仕方がない。」と酷評している。

## 略歴
- 1965年 - 神奈川県立横浜翠嵐高等学校卒業。
- 1969年 - 埼玉大学理工学部生化学科卒業。
- 1974年 - 名古屋大学理学研究科分子生物学修了。
- 1976年 - 筑波大学生物科学系講師。
- 1980年 - アメリカ国立がん研究所（分子生物学部のケネス・ヤマダ (Kenneth M. Yamada) 研究室）に2年間留学。
- 1985年 - お茶の水女子大学理学部生物学科助教授。
- 1995年 - 文部省在外研究員としてアメリカ国立衛生研究所・研究費配分事務局、豪ウーロンゴン大学・研究政策センターに10ヶ月間留学。
- 2004年 - お茶の水女子大学大学院ライフサイエンス専攻教授。
- 2006年 - サバティカル：欧州22カ国の26大学・3研究所訪問。
- 2012年 - お茶の水女子大学定年退職、名誉教授。

## 著書

### 単著
- 『細胞接着分子の世界』 1995年、羊土社。ISBN 9784897063119
- 『アメリカの研究費とNIH』 1996年、共立出版。ISBN 9784320054462
- 『元気のでるオーストラリア』 1997年、共立出版。ISBN 9784320054769
- 『アメリカからさぐるバイオ研究の動向と研究者』 1999年、羊土社。 ISBN 9784897066349
- 『博士号とる? とらない? 徹底大検証』 2000年、羊土社。ISBN 9784897066493
- 『新 細胞接着の世界』 2001年、羊土社。ISBN 9784897063270
- 『科学研究者になるための進路ナビ』 2005年、羊土社。ISBN 9784897068909
- 『脱力系女子大教授』 2006年、丸善。ISBN 4-621-07728-7
- 『ヨーロッパの日本人バイオ研究者』 2007年、ホンニナル出版。
- 『バイオ政治学 第1巻』 2009年、ニシダ印刷製本
- 『科学研究者の事件と倫理』 2011年、講談社。ISBN 978-4-06-153141-3
- 『メディアの中の生命科学と生命科学用語のあり方 バイオ政治学第3巻』 2012年

### 訳書
- Lackie, J. M., and Dow, J. A. T. 『細胞生物学辞典』 1994年、啓学出版。ISBN 9784766506099
- Frederick Grinnell 『グリンネルの研究成功マニュアル』 1998年、共立出版。ISBN 9784320055155
- Lackie, J. M., and Dow, J. A. T. 『細胞生物学辞典 第2版』 1998年、共立出版。ISBN 9784320055001
- Michael J. Reiss, Roger Straughan 『生物改造時代がくる』 1999年、共立出版。ISBN 9784320055186
- Frederick Grinnell 『グリンネルの科学研究の進め方・あり方』 2009年、共立出版。ISBN 978-4-320-05697-8
- パトリシア・ゴスリング＆バルト・ノールダム『理工系＆バイオ系大学院で成功する方法』 2010年、日本評論社。ISBN 4535784957